# Villard épület
A Villard épület (angolul: Villard Hall) az Oregoni Egyetem második legrégebbi, 1886-ban átadott épülete az Amerikai Egyesült Államok Oregon államának Eugene városában. A napóleoni stílusú létesítmény 1972-ben bekerült a történelmi helyek jegyzékébe.
A Villard és University épületeket 1977-ben nemzeti emlékművé nyilvánították.
Névadója Henry Villard vasútmágnás és filantróp, aki 1886-ban pénzügyileg támogatta az egyetemet. Korábban „új épületként” hivatkoztak rá.
1949-ben négyszáz férőhelyes színházzal egészült ki. 1950 és 1970 között a harmadik szinten voltak a KWAX rádió és a KOAC tévé stúdiói; utóbbit a corvallisi adóval mikrohullámú kapcsolat kötötte össze.
Itt működnek az összehasonlító irodalmi és színházművészeti tanszékek, valamint a Robinson Színház.

## Fordítás
- Ez a szócikk részben vagy egészben  a   Villard Hall című angol Wikipédia-szócikk ezen változatának fordításán alapul.  Az eredeti cikk szerkesztőit annak laptörténete sorolja fel. Ez a jelzés csupán a megfogalmazás eredetét és a szerzői jogokat jelzi, nem szolgál a cikkben szereplő információk forrásmegjelöléseként.